# گاشنن
گاشنن (به لاتین: Göschenen) یک بخش و روستا در سوئیس است که در کانتون اوری واقع شده‌است. این روستا دارای ۴۵۰ نفر جمعیت می‌باشد.

## نگارخانه

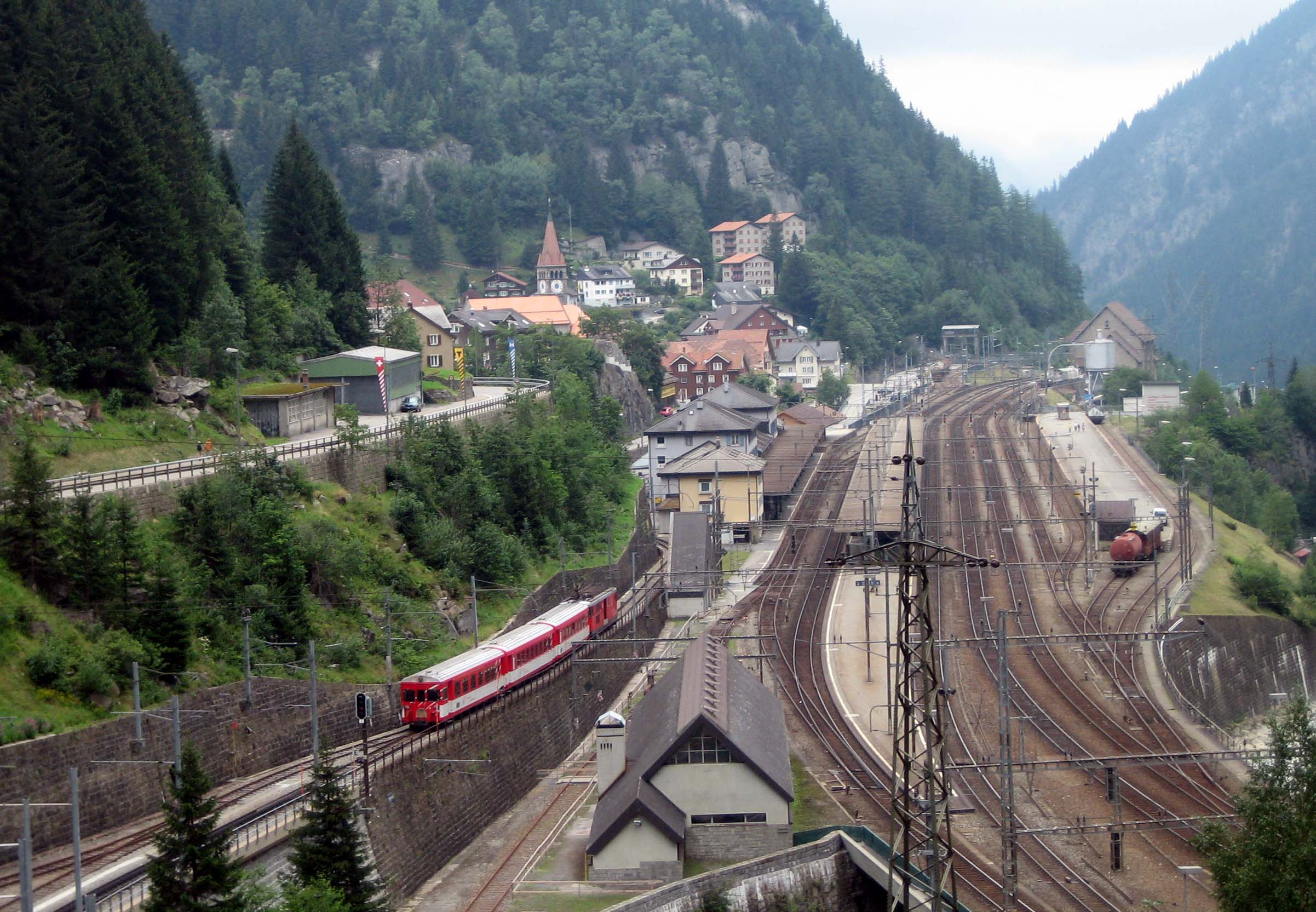
ایستگاه راه‌آهن گاشنن
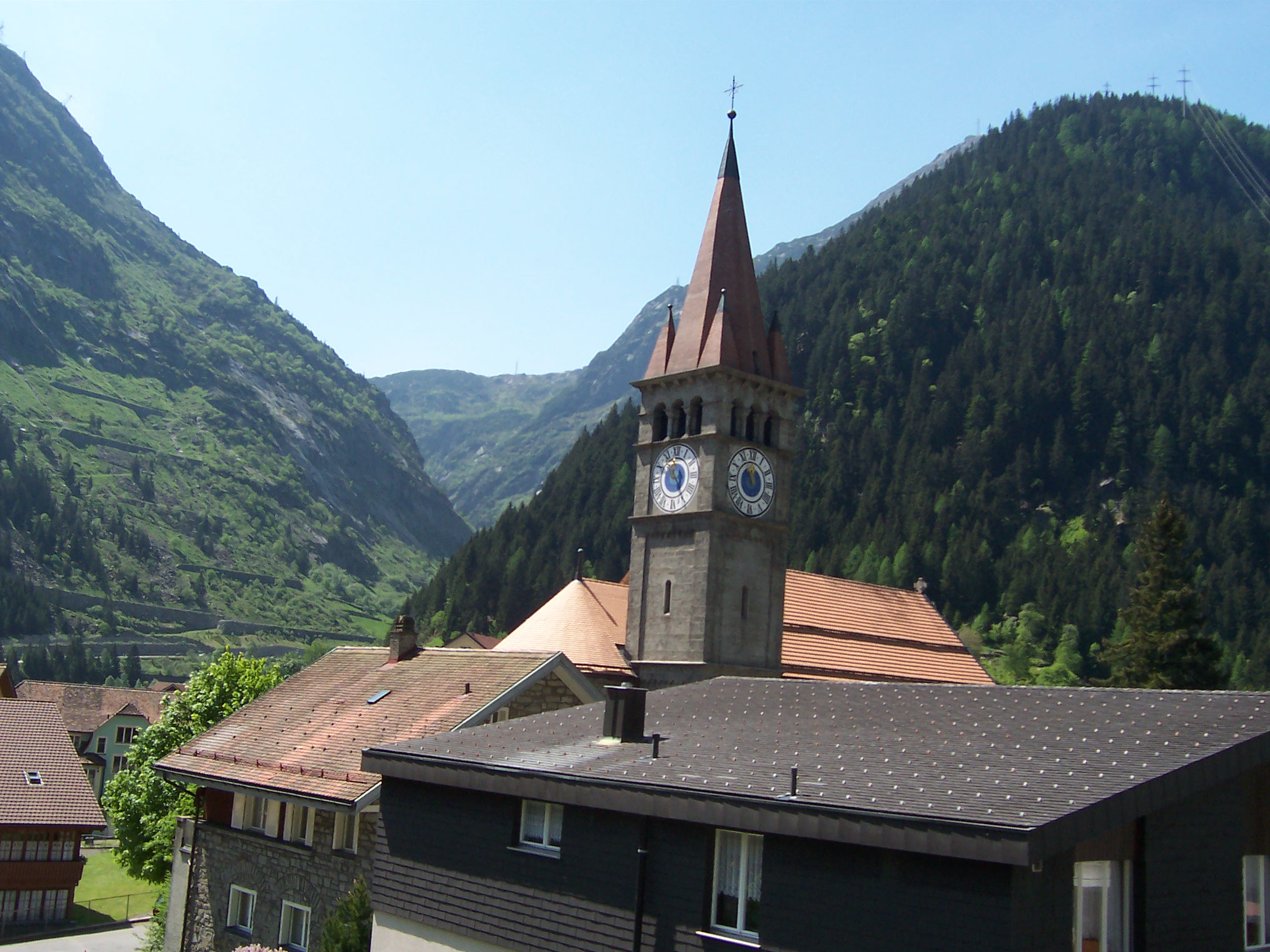
کلیسای گاشنن